# Frontember
A frontember a zenei sajtóból elterjedt kifejezés zenekarok, együttesek azon tagjának megjelölésére, aki a színpad elején (at the front, innen a kifejezés) szerepel és az együttes tagjai közül a legnagyobb figyelmet kapja a sajtó és a közönség körében. Általában énekes, de lehet hangszeres szólista is.

## Sajátosságai
Nem azonos  a jelentése a zenekarvezetővel, még ha bizonyos együtteseknél a két poszt ugyanazt a személyt is jelentheti. Egy személy a frontembere és a vezetője például az Edda Műveknek (Pataky Attila), a Skorpiónak (Frenreisz Károly) vagy a Hungáriának (Fenyő Miklós); ugyanakkor eltérő (volt) a frontembere és a zenekarvezetője az  Illés-együttesnek (Szörényi Levente, illetve Illés Lajos), a Piramisnak (Révész Sándor, Som Lajos) vagy a Karthagónak (Takáts Tamás, Szigeti Ferenc).
A zenei együttesek egy része nevében is kifejezésre juttatja a frontembert (például Herman's Hermits, Gerry and the Pacemakers, V. M. Band, Ganxsta Zolee és a Kartel), míg más együttesek arra törekednek, hogy tagjaik hasonló figyelmet kapjanak, tehát nem emelnek ki senkit frontemberként (például The Beatles). A frontember kiemelése esetenként konfliktusok forrása lehet az együttesen belül; gyakran előfordul, hogy az ilyen rivalizálás vesztesei  kiválnak és önálló együttest alapítanak, ahol a frontemberi pozíciót megszerzik.
A frontember jellemzően az együttes énekese (például Kurt Cobain a Nirvanából), de lehet valamelyik szólista, (pl. a gitárosa (Pete Townshend a The Whoból) vagy akár a dobosa is). Az is jellemző, hogy egy együttesen belül két nagyobb befolyású tag van, például Paul McCartney és John Lennon a Beatlesből, James Hetfield és Lars Ulrich a Metallicából vagy Bornai Tibor és Laár András a KFT-ből. Szinte egyedülálló frontemberi szerepkör a P. Mobilban Schuster Lóránté: nem játszik hangszeren és nem énekel szólóban, hanem egyfajta showman szerepét tölti be a színpadon.
A frontember halála – kvalitásuktól függetlenül – általában együttesük feloszlását is eredményezi (például Freddie Mercury és a Queen, Jim Morrison és a Doors esetében.) Ugyanakkor ennek ellentétére is van példa: az AC/DC nem oszlott fel énekesük, Bon Scott halála után, sőt, az új énekessel, Brian Johnsonnal érték el legnagyobb sikereiket.
A frontember személye más okokból (például tagcsere) is változhat. A Pink Floydnak az évek során több vezető egyénisége volt: 1965-től 1968-ig Syd Barrett, 1968-tól 1985-ig Roger Waters, 1985-től pedig David Gilmour. Bizonyos együtteseknél az új frontember érkezése stílusváltással és a teljes repertoár lecserélésével jár együtt, mint amikor a Bikiniben Nagy Ferót D. Nagy Lajos váltotta.
Az együttesen belül nem feltétlenül a frontember írja a legtöbb dalt, például a U2 tagjai csapatban dolgoztak a műveken, a Guns N’ Rosesben pedig Izzy Stradlin volt a fő dalíró.

### Kivételek
Vannak úgynevezett supergroupok, ahol nincs kifejezett vezető szerep, nem kis mértékben a tagok önérzetének és már elért sikereinek köszönhetően (Cream, Traveling Wilburys). Sok esetben az ilyen formációk feloszlását az erőteljes személyiségek összeférhetetlensége okozza.
Ugyancsak nem szoktak frontemberként kiemelni egy-egy tagot az ún. fiúegyüttesekben (pl. Backstreet Boys, Westlife) és lányegyüttesekben (pl. Spice Girls, Atomic Kitten), mivel ezeknél az együtteseknél a koncepció többnyire az, hogy a tagok mind reflektorfényben legyenek, hasonló szerepkört betöltve (ének, tánc).